# Obranná reakce
Obranná reakce (v originále Blood Work) je kriminální thriller, který napsal Michael Connelly. Poprvé se v něm objevuje postava Terryho McCaleba. Podle tohoto románu vzniknul v roce 2002 film s Clintem Eastwoodem v hlavní roli, v Česku byl uveden pod názvem Krvavá stopa. K napsání knihy s tímto příběhem Connellyho inspiroval jeho přítel, který podstoupil transplantaci.

## Děj knihy
Bývalý agent FBI a specialista na sestavování profilů Terry McCaleb nedávno podstoupil transplantaci srdce. Brzy poté jej kontaktuje Graciela Riversová, sestra dárkyně Terryho nového srdce, a požádá jej o prošetření sestřiny smrti. Její sestra Gloria byla zabita při přepadení obchodu s potravinami. McCaleb se stal veřejně známou osobností jako vedoucí vyšetřovacího týmu FBI v případě „Kódového vraha“, sériového vraha řádícího v oblasti Los Angeles (s podobným stylem jako vrah zvaný Zodiac), který se proslavil tím, že své vzkazy policii vždy podepisuje kódem „903 472 568“. Nyní však žije na své rybářské lodi a je mimo službu v potřebném klidu, aby jeho tělo neodmítlo nové srdce (dokonce kvůli tomu ani neřídí auto). Nakonec neochotně souhlasí, že Glorii pomůže, ale brzy zjistí, že policisté pracující na tomto případu jsou značně nepřístupní a nepřátelští. I tak se mu podaří najít shodu Gloriina zabití s jiným případem vraždy a podaří se mu získat složky obou případů od zástupkyně šerifa Jaye Winstonové. Překvapivě zjistí, že hovor ohlašující střelbu v Gloriině případu přišel ještě dříve, než se samotná střelba odehrála. To ho přivede k podezření, že Gloria byla zavražděna záměrně. Vyslechne jediného svědka jménem Jamese Noone z druhého případu, ale nic důležitého od něj nezjistí.
S pomocí Winstonové, ale proti vůli svého doktora, pokračuje McCaleb ve vyšetřování, a zjistí, že tyto dva případy společně s ještě jedním spojuje použití stejné vražedné zbraně a ve všech případech vrah po střelbě použil hlášku z filmu Kmotr „Nezapomeňte na dezert Cannoli“. Později zjistí, že první dvě oběti měly stejnou krevní skupinu jako on a v minulosti darovali krev. Pokud by zemřeli, McCaleb by se teoreticky mohl stát příjemcem jejich orgánů. Kvůli tomuto faktu se v případě Gloriiny vraždy policie zaměří na McCaleba a zařídí si povolení k prohlídce jeho lodi. Skutečný vrah nastraží na jeho lodi usvědčující důkazy a předpokládá, že je tam policie najde. McCaleb na to ale přijde a podaří se mu včas ukrýt ty nejvíce usvědčující důkazy. Když si znovu projde známá fakta, uvědomí si, že jedním z výrazných znaků „Kódového vraha“ je skutečnost, že jeho identifikační devítimístný kód neobsahuje jedničku, a Kódovým vrahem je ve skutečnosti „Noone“ (angl. "No one" lze přeložit jako Bez jedničky). Během zkoumání dostupných informací o Nooneovi narazí McCaleb a Jaye Winstonová na důkazy z případu Kódového vraha, které dokazují, že záměrně zabil tři lidi jen proto, aby McCaleb získal nové srdce. To sice očistí McCalebovo jméno, ale fakt že Gloria zemřela kvůli jeho nemoci způsobí trhliny v jeho rozvíjejícím se soukromém vztahu ke Graciele a jejímu synovci Raymondovi, Gloriině synovi.
McCaleb, který by stále měl být mimo službu a neúčastnit se žádných fyzicky namáhavých aktivit, tajně pokračuje ve stopování Kódového vraha na základě informací, které získal během svého rozhovoru s Noonem. Nakonec se vydá autem do Baja California v Mexiku na místo, o kterém se v jejich rozhovoru zmínil Noone. Tady skutečně Kódového vraha najde, ale ten jej přemůže a sdělí mu, že unesl Gracielu a Raymonda a zaživa je pohřbil. Navzdory zdravotním potížím způsobených přílišnou fyzickou zátěží se McCalebovi podaří Noonea zabít a na základě toho mála co ví, se mu podaří najít a zachránit Gracielu a Raymonda. Po návratu domů se omluví svému doktorovi a sdělí mu, že do Mexika odjel proto, že potřeboval dovolenou. Jaye Winstonová si jako jediná z celého policejní sboru domyslí, co se opravdu stalo.